# Гарнер, Ларри
Ларри Гарнер (англ. Larry Garner; род. 8 июля 1952, Новый Орлеан, Луизиана, США)  — американский блюзовый гитарист, вокалист и автор песен. Номинант Blues Music Awards в номинациях «Блюзовый исполнитель, заслуживающий более широкого признания» (1999), «Исполнитель современного блюза» (2000—2003). С группой Boogaloo Blues Band лауреат 5-го национального конкурса блюзовых талантов среди любителей (1988). Творчество музыканта относят к луизиана-блюзу.

## Биография
Ларри Гарнер родился в Новом Орлеане, рос в детстве в Индианоле, затем в Батон-Руж. Первыми его музыкальными впечатлениями стали группы, исполнявшие госпел в церквях. Его начали учить играть на гитаре его дядя и двое других родственников. В конце концов в 11-летнем возрасте он смог выпросить гитару у матери, которая была против блюза, но не против выступлений с гитарой в церкви, и он начал играть в госпел-группах. Однако с 16 лет он заменил своего двоюродного брата в группе The Twisters, исполнявшей R&B в клубах. Тогда он старался играть как Карлос Сантана и Джими Хендрикс. После службы в армии в Корее, вернулся в Батон-Руж, вновь начал выступать вечерами в клубах, стал играть как домашний исполнитель в клубе Tabby's Blues Box, принадлежащем блюзмену Табби Томасу, но постоянную работу оставил лишь в 1994 году, работая полный рабочий день на заводе Dow Chemical. В 1988 году Гарнер выиграл национальный конкурс блюзовых талантов среди любителей, а также в том же году он выиграл премию Би Би Кинга «Lucille» за «Doghouse Blues». 
В 1990 году самостоятельно выпустил альбом Catch The Feeling. В 1992 году он с успехом выступил на фестивале Burnley Blues в Англии. Там он привлёк внимание, и первые два альбома Гарнера Double Dues и Too Blues были выпущены британским лейблом JSP Records (в США его студийные альбомы никогда не выпускались). Однако творчество Гарнера стало известным и в США, и в 1999 году он претендовал на премию Blues Music Awards в номинации «Блюзовый исполнитель, заслуживающий более широкого признания», а затем пять лет подряд на звание лучшего исполнителя современного блюза. Гастролировал по всему миру, выступая на самых престижных фестивалях, включая наиболее престижные фестивали в Новом Орлеане и Монтрё, но большую часть времени выступает в Европе , часто выступая с Норманом Бикером, одним из немногих европейцев введённых в Зал славы блюза
Член Зала славы луизианского блюза.
«…гитарист со вкусом, который поет с юмором и эмоциями, а также заслужил репутацию первоклассного автора песен и рассказчика».
«Кто-то назвал его „поэтом блюза“, и он действительно великий мастер слова. Его тексты умны, часто очень далеко заходят в голову, а иногда и задумчивы, с оттенком грусти».

## Дискография
- Catch The Feeling (1990), выпущен самостоятельно
- Too Blues (1993), JSP Records
- Double Dues (1993), JSP Records
- You Need to Live a Little (1994), Gitanes Jazz Productions
- Baton Rouge (1995), Verve Records
- Standing Room Only (1998), Ruf Records
- Once Upon the Blues (2000), Ruf Records
- Embarrassment to the Blues? (2002), Ruf Records
- Here Today Gone Tomorrow (2008), Dixiefrog
- Larry Garner, Norman Beaker and Friends: Live at the Tivoli (2010)
- Blues for Sale (2012), Dixiefrog Records
- Good Night In Vienna (2013), выпущен самостоятельно
- Upclose And Personal (2014), Dixiefrog Records
- Guilty Saints (2016), Dixiefrog Records